# Monotrace
Monotrace is een historisch Frans motorfietsmerk van de firma Ets. Monotrace S.A. uit Courbevoie die van 1922 tot 1928 zeer bijzondere motorfietsen produceerde.
Het bedrijf produceerde mogelijk al voor 1924. Het was waarschijnlijk opgericht door Joseph Auguste Roten, die een tocht van 3000 km door Zwitserland en de Franse Jura maakte om de machine te promoten. Zijn tocht eindigde in 1924 op de Salon van Parijs.
De Monotrace was in feite een in licentie gebouwde Mauser Einspurauto. Hij werd aangedreven door een 510 cc zijklepmotor. Omdat de berijder niet met de voeten aan de grond kon waren er opklapbare steunwielen aangebracht. De Monotrace was zelfs leverbaar met een voorruit.
De Duitse Morgan Monotrace is waarschijnlijk in licentie door Alfred Morgan gebouwd. Ook in Zwitserland is de machine in licentie gemaakt, om de hoge invoerrechten te omzeilen. Geen van de versies van de Monotrace was een succes, omdat de machine moeilijk te berijden was, bijzonder zwaar was en vrij duur.